# Clicker Heroes
Clicker Heroes è un videogioco incrementale sviluppato e pubblicato da Playsaurus il 6 agosto 2014 per browser, il 13 agosto 2015 per Microsoft Windows e MacOS, il 20 agosto 2015 per Android e iOS, il 7 marzo del 2017 per PlayStation 4 e il 10 marzo dello stesso anno per Xbox One. Il titolo è uno spin-off di Cloudstone, videogioco sviluppato in passato da Playsaurus con il quale condivide diversi elementi grafici.
Clicker Heroes è un videogioco free-to-play, ma i giocatori possono tramite microtransazioni acquistare "rubini", la valuta virtuale del gioco. Il titolo è stato accolto positivamente dalla critica del settore.

## Modalità di gioco
In Clicker Heroes l'obiettivo principale del giocatore è cliccare con il tasto sinistro del mouse su diversi mostri per sconfiggerli (sui dispositivi mobili è necessario toccare lo schermo, mentre su console PlayStation e Xbox è necessario rispettivamente premere il tasto quadrato o X). Una volta uccisi, i mostri lasciano delle monete d'oro utilizzabili per comprare o potenziare diversi eroi, i quali danneggiano automaticamente i mostri incrementando di conseguenza i danni per secondo totali inflitti. Le meccaniche di gioco riprendono in pieno quelle dei videogiochi incrementali, caratterizzati dall'avanzamento costante del gioco anche quando spento e non in utilizzo.
Il giocatore deve sconfiggere dieci nemici per proseguire al livello successivo, e ogni cinque livelli si troverà di fronte a un boss da abbattere. Nei livelli boss il giocatore deve sconfiggere il boss entro un tempo limite di 30 secondi per proseguire. Proseguendo nel gioco e sconfiggendo i boss è possibile ottenere Anime di Eroi, utilizzabili per evocare gli Antichi, i quali conferiscono ulteriori bonus.

## Sviluppo e distribuzione
Clicker Heroes fu pubblicato come videogioco per browser sui portali Kongregate e Armor Games nell'agosto del 2014 e nel settembre dello stesso anno. Il gioco fu successivamente distribuito digitalmente per Microsoft Windows e MacOS attraverso la piattaforma Steam e per dispositivi mobili iOS e Android attraverso i rispettivi app store nel 2015.

## Accoglienza
Clicker Heroes fu accolto molto positivamente dalla critica. Nathan Grayson di Kotaku descrisse il titolo come una perfetta fonte di svago, e Christian Donlan di Eurogamer lo considerò talmente coinvolgente da poter creare dipendenza. Il giornalista Paul Tassi scrisse inoltre su Forbes che Clicker Heroes sarebbe stato possibilmente il miglior videogioco per dispositivi mobili del 2015. Il titolo non fu comunque esente da valutazioni negative: Sammy Barker di Push Square sostenne che Clicker Heroes non riusciva a reggere a livello qualitativo il paragone con altri videogiochi del suo genere, come AdVenture Capitalist.

## Influenza culturale
La grande popolarità del titolo portò alla pubblicazione di numerosi videogiochi incrementali sulla piattaforma Steam e servì da ispirazione per altri sviluppatori: un esempio di questi fu il tedesco Anselm Pyta, il quale riprese in parte le caratteristiche di Clicker Heroes e del genere dei videogiochi incrementali nello sviluppo di The Longing.